# Chele Arena
Die Chele Arena (georgisch ჩელე არენა) ist ein Fußballstadion in der georgischen Stadt Kobuleti, Autonome Republik Adscharien. Es ist die Heimspielstätte des Fußballvereins FC Schukura Kobuleti. Die 1967 eröffnete Anlage, direkt an der östlichen Schwarzmeerküste gelegen, bietet auf der Haupt- wie der Gegentribüne 6000 Plätze. Sie verfügt zudem über eine nicht mehr nutzbare Leichtathletikanlage. Eine Flutlichtanlage ist nicht vorhanden. Das Stadion trägt seit 2012 den Namen des Fußballspielers Rewas Tschelebadse. Der Stürmer wurde mit Dinamo Tiflis 1978 sowjetischer Meister sowie 1976 und 1979 sowjetischer Pokalsieger. 1980 gewann er mit der Sowjetunion Bronze bei den Olympischen Sommerspielen in Moskau. Zuvor hieß es Tsentraluri stadioni Kobuleti (deutsch Zentralstadion Kobuleti). Nachdem das Zentral-Stadion Batumi 2006 geschlossen und abgerissen wurde, musste der FC Dinamo Batumi für seine Heimspiele in das rund 30 Kilometer entfernte Kobuleti umziehen. 2012 wurde das Stadion (u. a. neue Kunststoffsitze und ein Spielfeld aus Kunstrasen) renoviert. Nach der Eröffnung des 2020 fertiggestellten Batumi-Stadions kehrte Dinamo wieder nach Batumi zurück.